# Роско (Пенсилванија)
Роско (енгл. Roscoe) град је у америчкој савезној држави Пенсилванија.

## Демографија
По попису из 2010. године број становника је 812, што је 36 (-4,2%) становника мање него 2000. године.
| Група             | 2000.       | 2010.       |
| Белци             | 831 (98,0%) | 780 (96,1%) |
| Афроамериканци    | 8 (0,9%)    | 8 (1,0%)    |
| Азијати           | 0 (0,0%)    | 0 (0,0%)    |
| Хиспаноамериканци | 3 (0,4%)    | 5 (0,6%)    |
| Укупно            | 848         | 812         |